# KGM・コランド

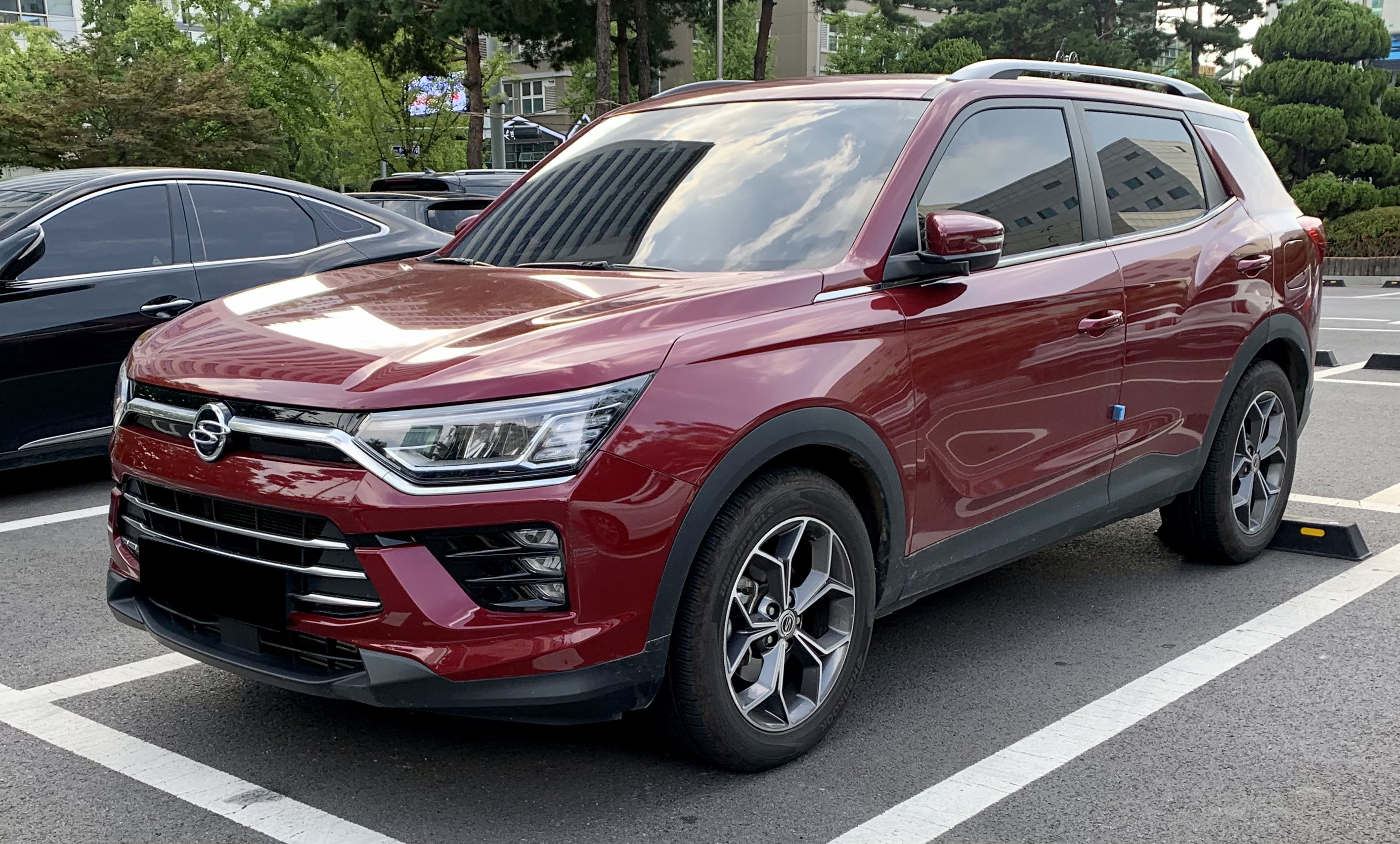

コランド（KORANDO、韓: 코란도）は、 大韓民国の自動車製造会社、KGモビリティ（旧: 双龍自動車）が製造・販売するSUV型の普通乗用車（韓国における区分では準中型車）である。3代目には兄弟車としてピックアップの「コランドスポーツ」も用意された。
なお、本項では、派生車種であるコランド・ファミリー（KORANDO FAMILY、朝: 코란도 훼미리）、コランド・スポーツ（KORANDO SPORTS、朝: 코란도 스포츠）についても記述する。

## 概要
韓国初となるSUVとして広く認知されており、韓国製SUVの先駆けと言える。新進自動車により製造・販売されたジープを源流としており、吸収合併を経てKGモビリティにより製造・販売される事となる。2005年より製造・販売終了となったものの、2011年よりルノーサムスン・QM5やヒュンダイ・ツーソンiXの競合車種として復活を果たした。派生車種にコランド・ファミリー、コランド・スポーツ、コランド・ツーリスモが存在する。
2023年現在において販売される単一車名の韓国車としては最も歴史が長い。

## 初代（1983年 - 1996年）

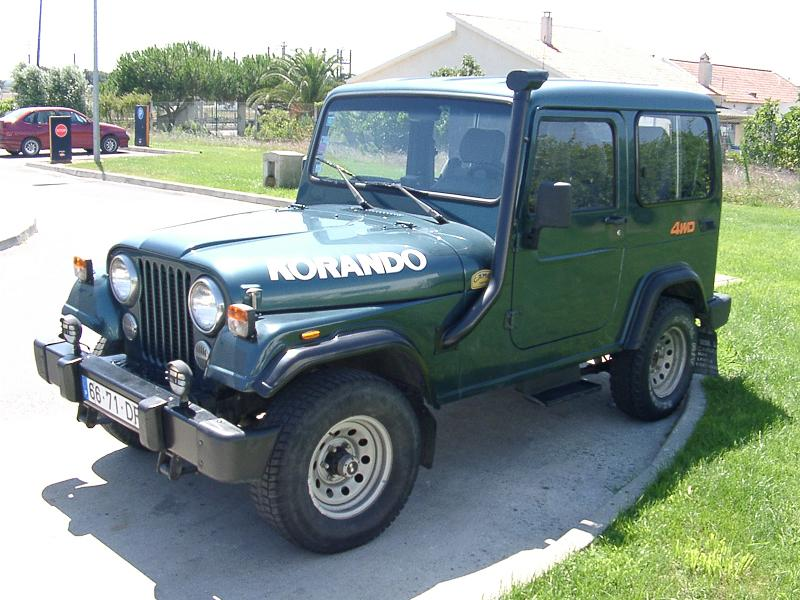
初代

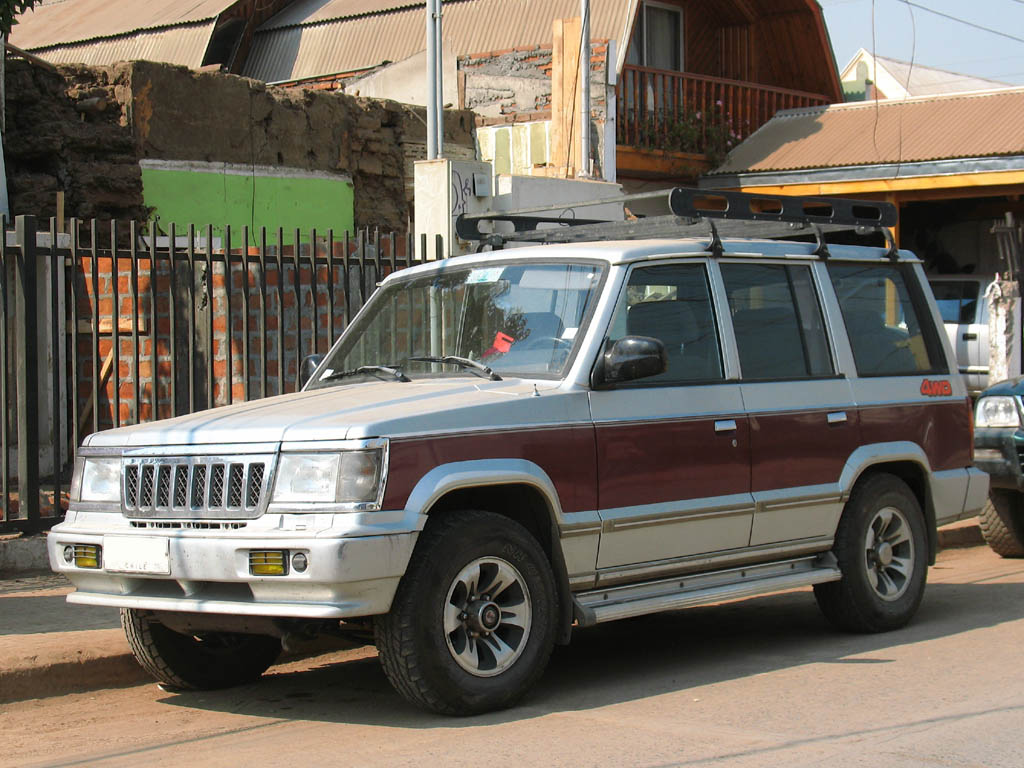
初代　コランドファミリー

1983年登場。当初は巨和時代から引き継いだ2ドアボディのみであったが、のちにいすゞ・ビッグホーンをベースとしたライセンス生産の派生車種「コランド・ファミリー」も追加された。エンジンは当初2.2Lディーゼルエンジンだったが、のちにメルセデス・ベンツ製の2.3Lに換装されている。また、コランドK9と呼ばれる9人乗り仕様もあった。

## 2代目（KJ型、1996年 - 2005年）

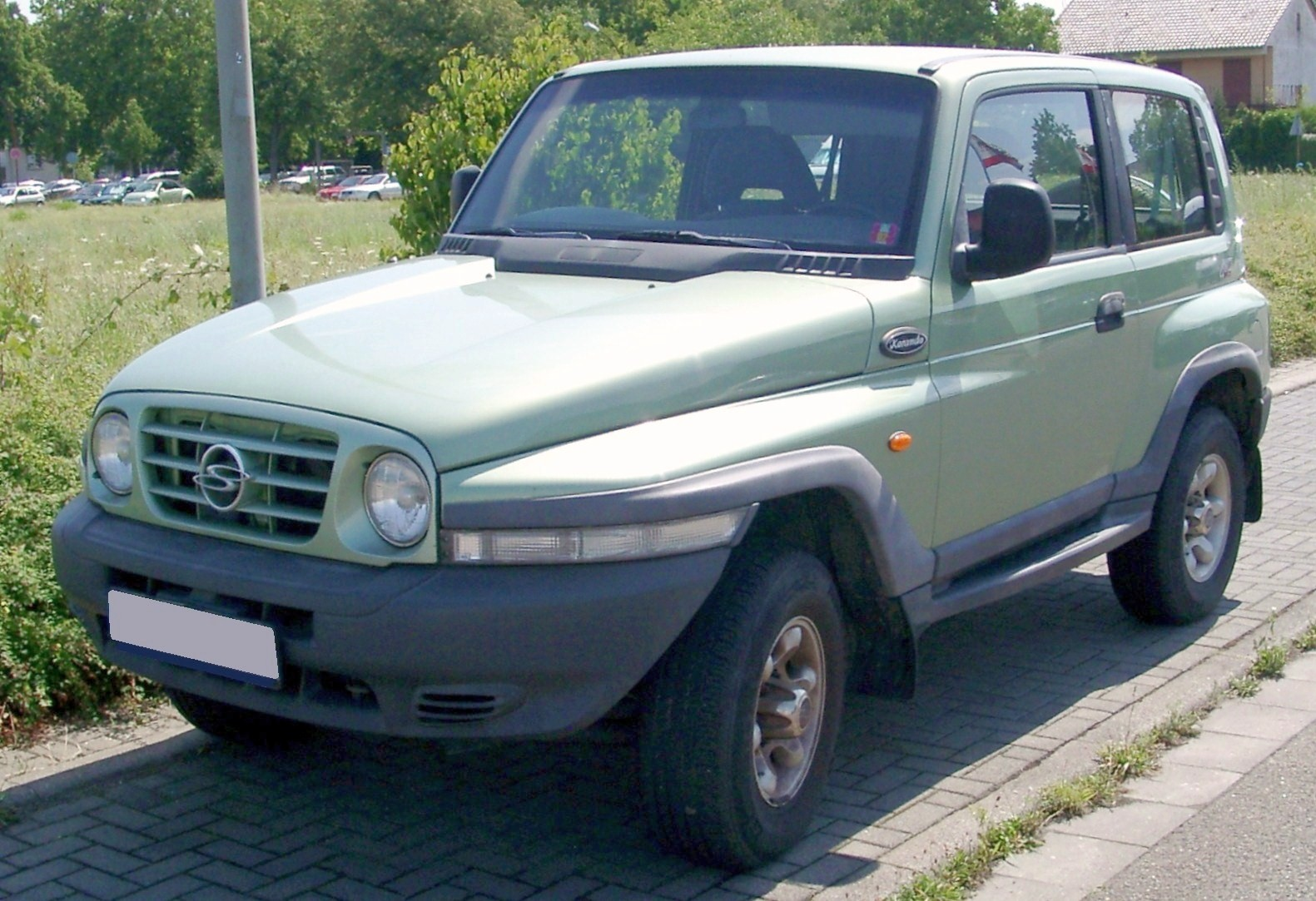
2代目

1993年に登場したムッソーをベースに登場。2.3Lと3.2Lの2種のガソリンエンジンならびに2.9Lディーゼルエンジンを搭載。いずれもメルセデス・ベンツのライセンスを取得したエンジンで、すべてにボルグワーナー製の5MTが搭載された。輸出販売を前提としたため、右ハンドル化は容易であった。なお1999年-2001年までは大宇の傘下だったため「大宇・コランド」を名乗った。一時期、少数ながら日本にも導入されたことがある。

## 3代目（C200型、2011年-2019年　/　Q150型、2011-2017年）

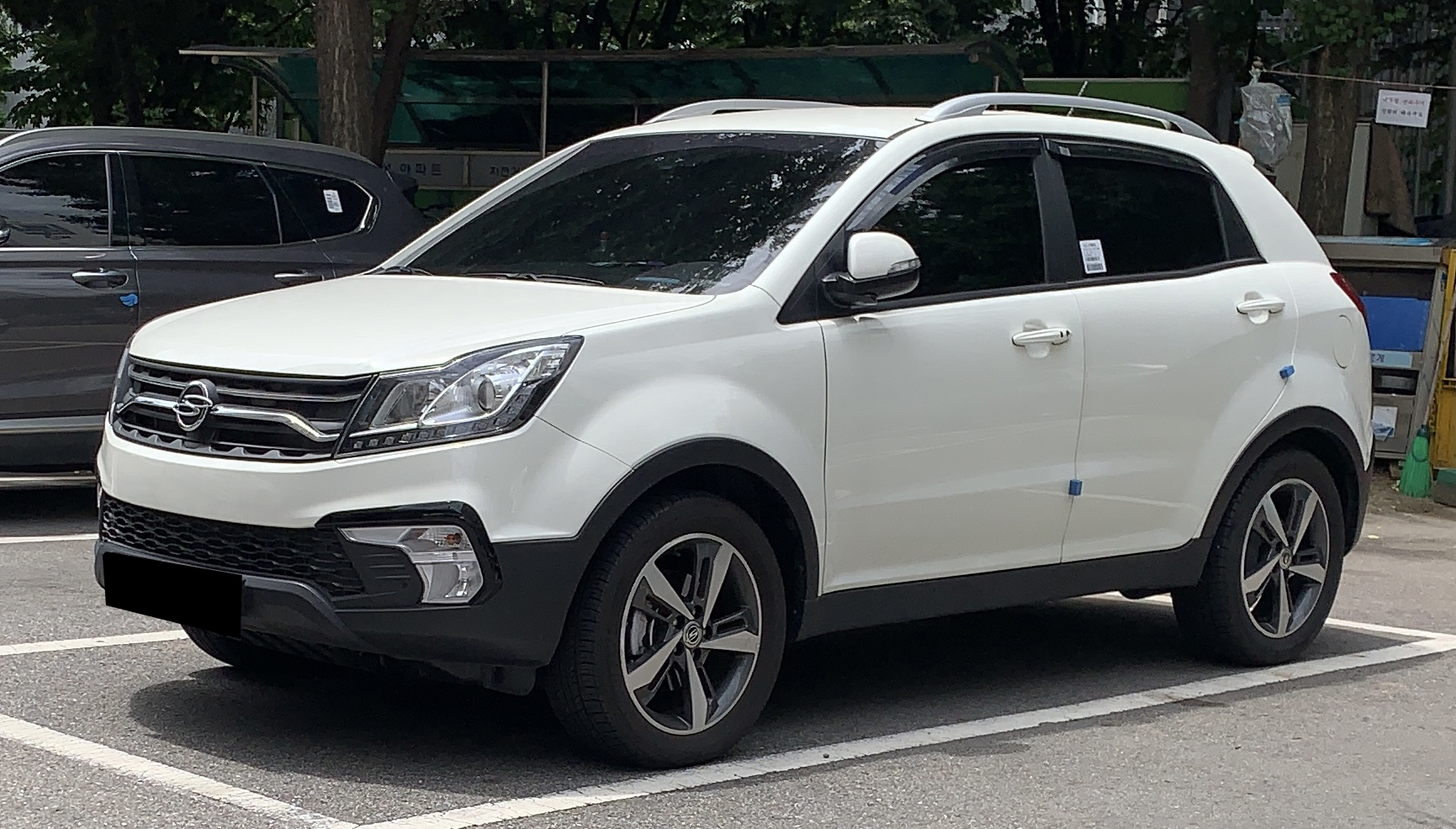
後期　RX　フロント

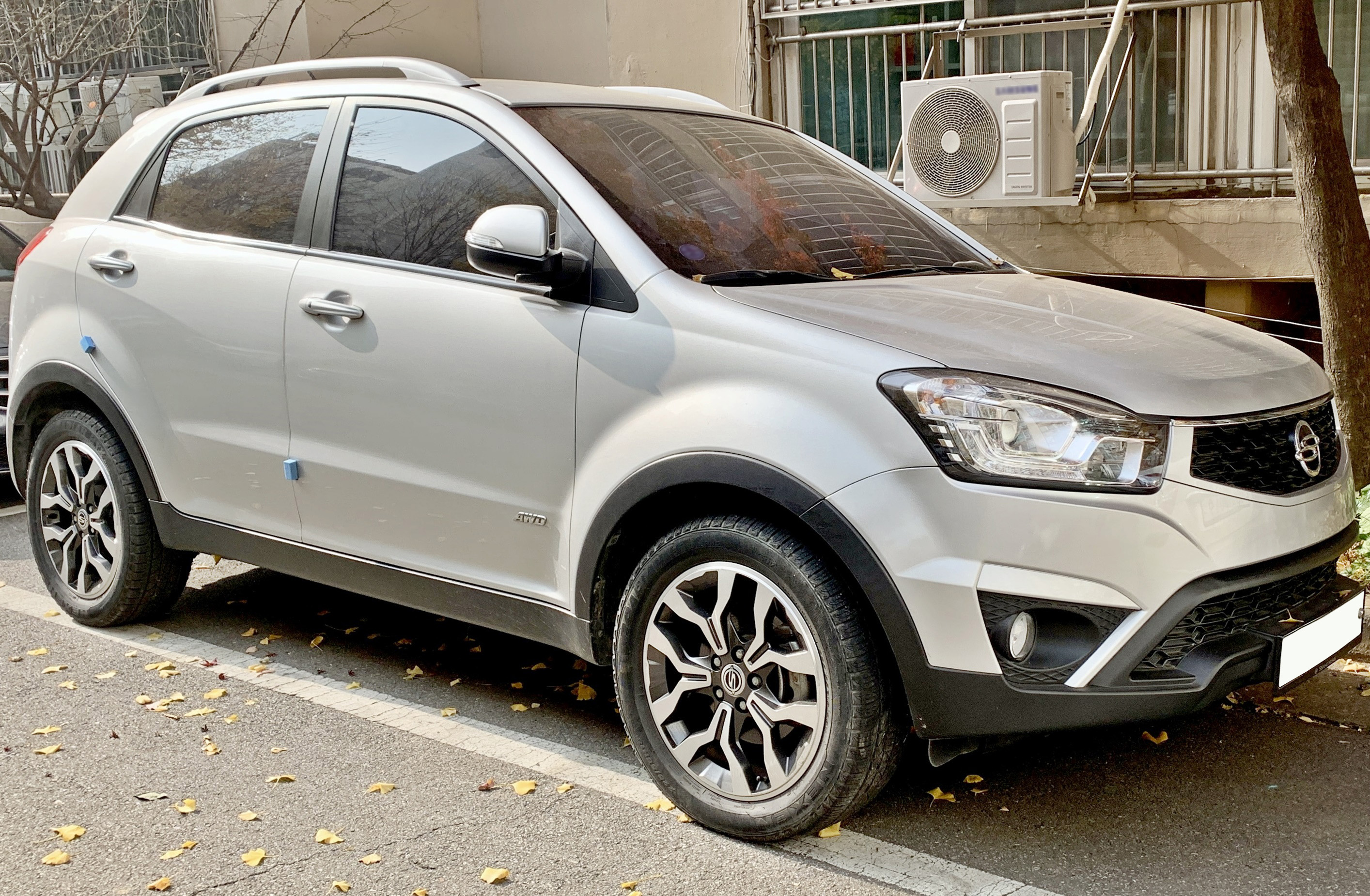
中期　CVT　フロント

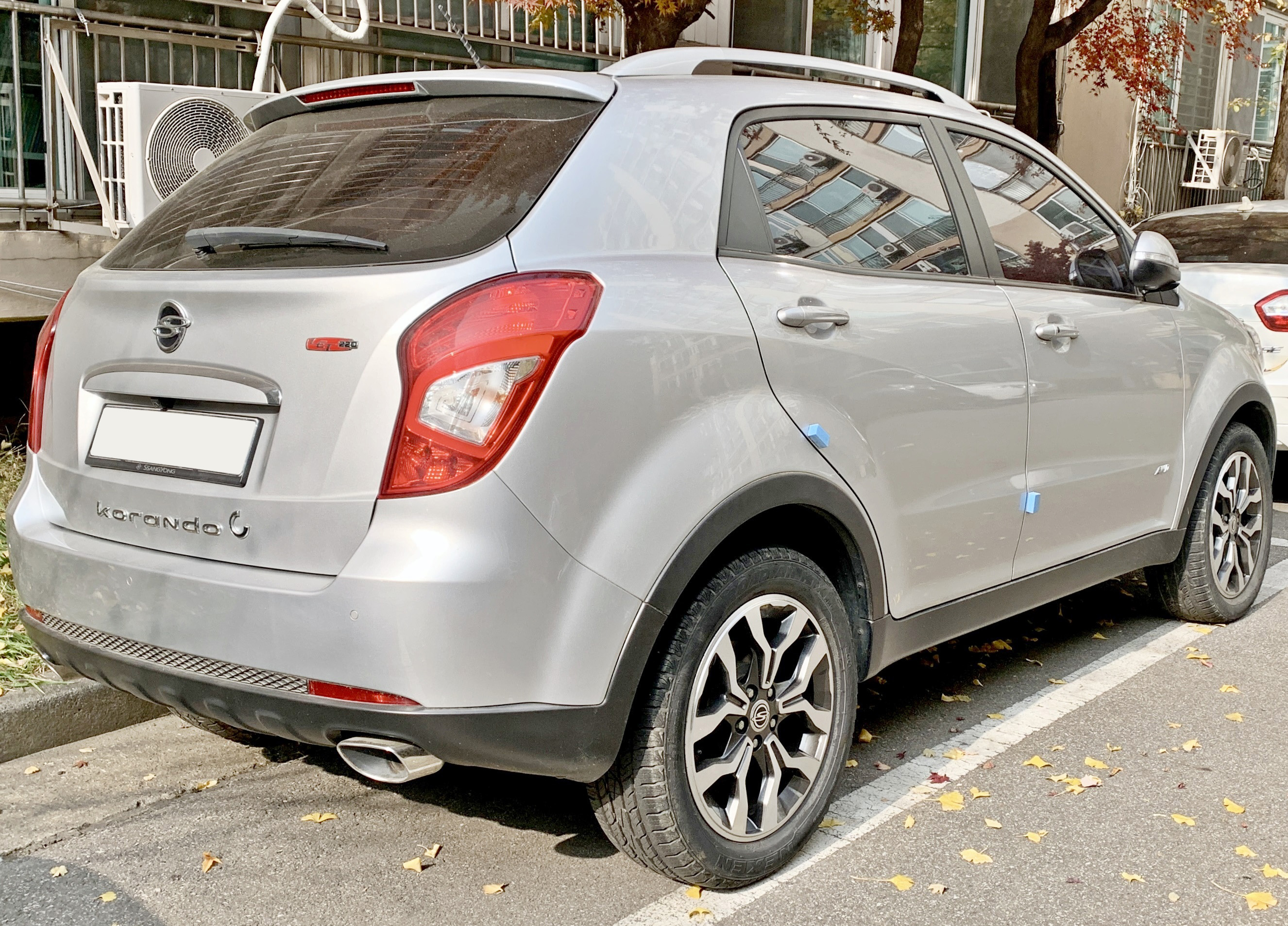
中期　CVT リヤ

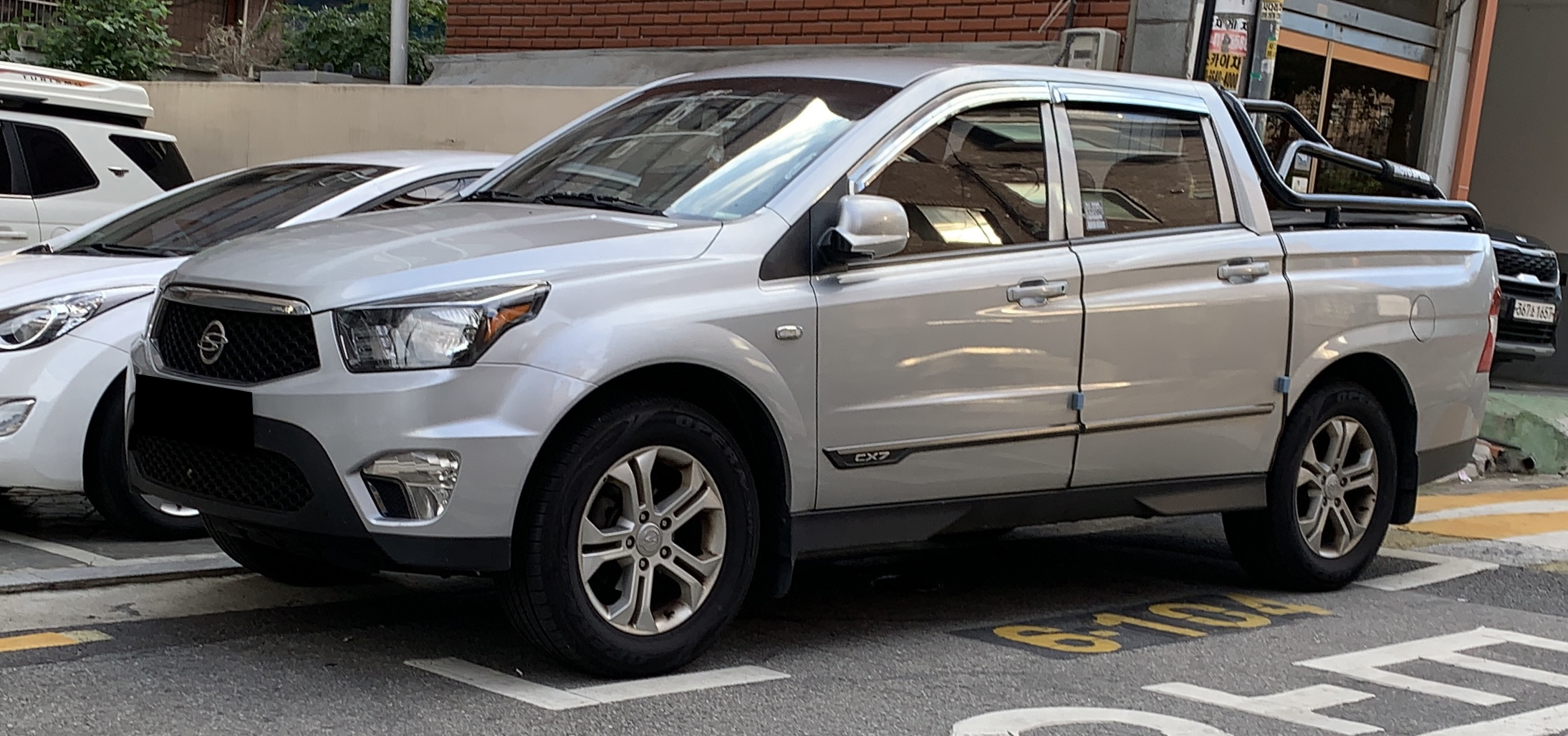
コランドスポーツ　フロント

2009年のソウルモーターショーに出品されたコンセプトカー「C200」を源流とする（そのため、市販型の型式はC200を流用している）。
2011年2月23日、アクティオンの後継「コランドC」として登場し、6年ぶりに車名が復活（輸出名は「コランド」、但し、ロシア市場のみ「アクティオン」）。双龍SUV初のFFベースのシャシ+モノコックボディを採用。エンジンは直4・2.0Lディーゼルターボエンジン（出力特性により、ロープレッシャーターボとハイプレッシャーターボの2種が存在）を採用し、6MTもしくは6ATを介して駆動させる。エクステリアデザインはジョルジェット・ジウジアーロ率いるイタルデザインが手がけている。衝突安全性についてはユーロNCAPにおいて☆5つを獲得している。
2011年3月に行われたソウルモーターショーではコランドCをベースとしたEVコンセプト「KEV2」が発表された。
2012年1月16日、2011年のソウルモーターショーに出品された「SUT-1」を源流とした「アクティオンスポーツ」の後継となる「コランドスポーツ」（Q150型）を発表。但し、ベースとなっているのはコランドCではなくアクティオンスポーツであり、実質的には同車のビッグマイナーチェンジである。尚、海外向けは基本的に「アクティオンスポーツ」の名を踏襲するが、イギリス市場は韓国と同じ「コランドスポーツ」を名乗る。
2013年8月7日、韓国にてコランドCのフェイスリフトモデルが発表された。エクステリアでは、フロントマスクはヘッドライト、グリル、バンパーのデザインが変更を受けてコランドスポーツ/アクティオンスポーツと共通のイメージを持たせるものになった。リアはテールライトのデザインが変更されたほか、テールゲートに「Korando C」のエンボスエンブレムが付けられた。そして新しい18インチアロイホイールが装着された。
インテリアでは、インストゥルメンタルパネルのデザインが一新され、つや消し仕上げの木目調パネルがあしらわれた他、上部には柔軟な素材が使用されている。赤色の本皮革シートもオプションで用意されているが、これは韓国製SUVとしては初である。また、7インチタッチスクリーンを備えたインフォテインメントシステムが装備され、カーナビゲーション、3Dマップ、ハーマンのインフィニティサウンドシステムなどが利用できる。エンジンは2.0Lディーゼル「e-XDi」のみの設定自体に変更はないが、ロープレッシャー版はレクストンWで先行搭載された「e-XDi LET（Low end Torqueの略）」に変更された。尚、「e-XDi」は6AT（グレードはCVTとCVX）、「e-XDi LET」は6MT（同、CVS）との組み合わせとなる。この他、燃費やNVHの改善が行われ、TPMSが導入されている。
2015年7月、e-XDi LETエンジンが従来の2.0Lから9月から販売する乗用ディーゼルの新車に適用されるユーロ6基準を満たした2.2Lの「e-XDi 220 LET」に変更された。同時に、ATはアイシン製の6ATに変更され、HIDヘッドランプ、クリアタイプウインカー、メーターを6色の色彩へ自由自在に変更できる「スーパービジョンクラスター」が新たに採用された。また、17インチアルミホイールと18インチアルミホイールのデザインも一新された。
2017年1月には2度目のフェイスリフトを受け、マイナーチェンジ。フロントマスクには最新のサンヨンのデザインエッセンスを採り入れている。
2018年1月、コランドスポーツの後継車種にあたる「レクストンスポーツ」の登場により、コランドスポーツを廃止。

### 韓国軍での採用
2012年12月21日、租税日報が伝えるところによると、韓国軍が雙龍自動車の2012年モデルのコランドスポーツとレクストンWを指揮巡察および作戦遂行に使用する野戦指揮車として採用する事を決定し、同年中に99台が雙龍・平沢(ピョンテク)工場より軍への納入が開始されたという。市販車両が軍用車へ改造・転用された例としては、陸上自衛隊の73式小型トラック(ラダーフレーム構造時代の三菱・パジェロベースの(新)型)や、ピックアップトラックなどをベースに反政府武装勢力を中心に製作・運用されるテクニカルなどの事例が存在するが、4WDといえどもレクストンやコランドのようなモノコック構造のSUVという、乗用車とほぼ変わらない車両がそのままの形態で野戦向け軍用車として採用される事例は類例があまり見られないものである。自衛隊でも業務車1号、同2号、同3号としてSUVなど市販車両の採用例はあるが、飽くまでも駐屯地業務用としてのもので、実戦を前提とした用途では使用されていない。
なお、雙龍によると今回納入される車両は迷彩塗装、悪路走行向けの大径タイヤ、ホイールへの交換が施された特別仕様であり、韓国の地形に合わせてプログラムを再調整したe-XDi200LETエンジン、自動変速機、ABS、運転席・助手席エアバッグ、カーエアコンなどの装備により、実戦での運用にも支障は発生しないとしている。

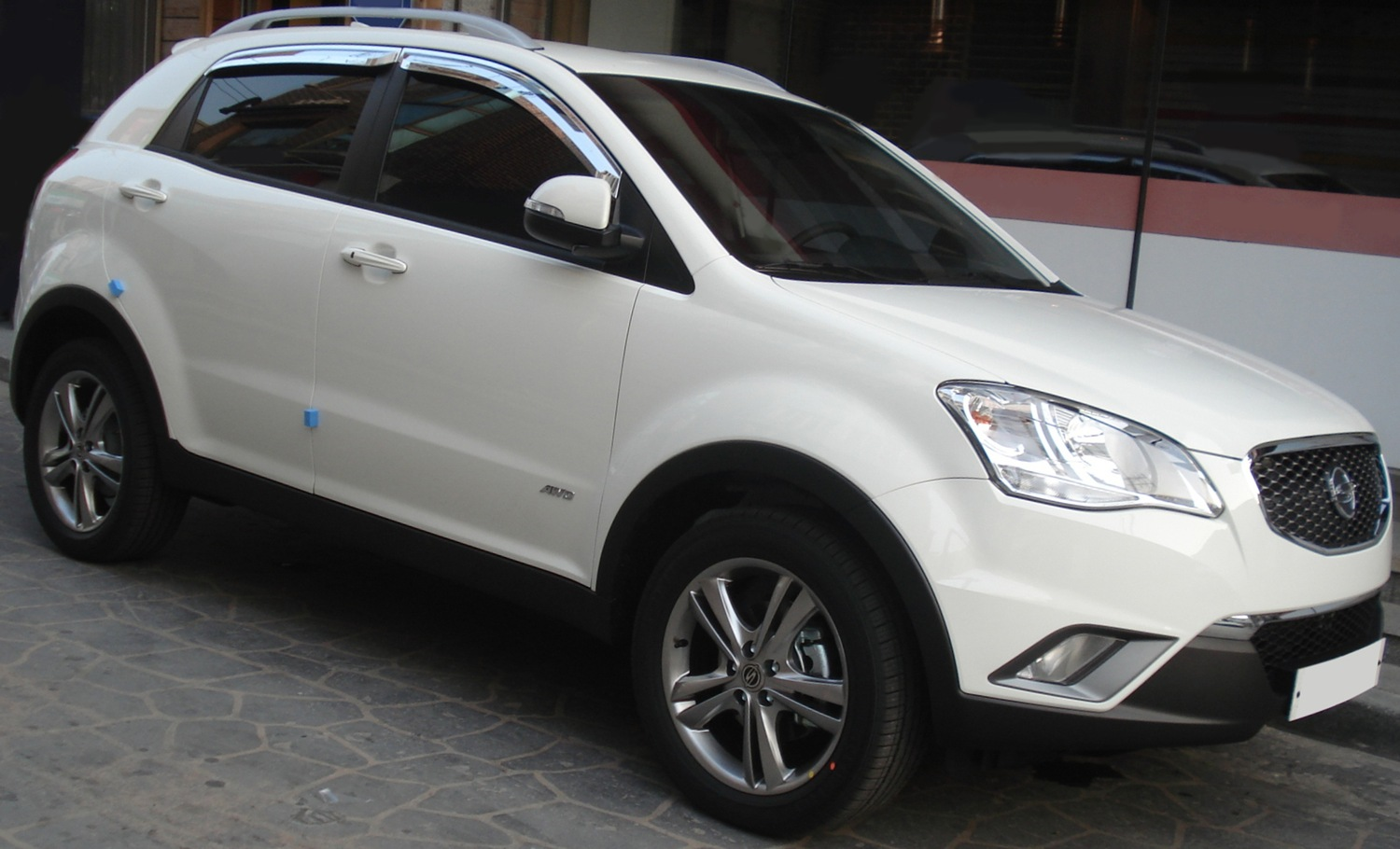
前期　フロント
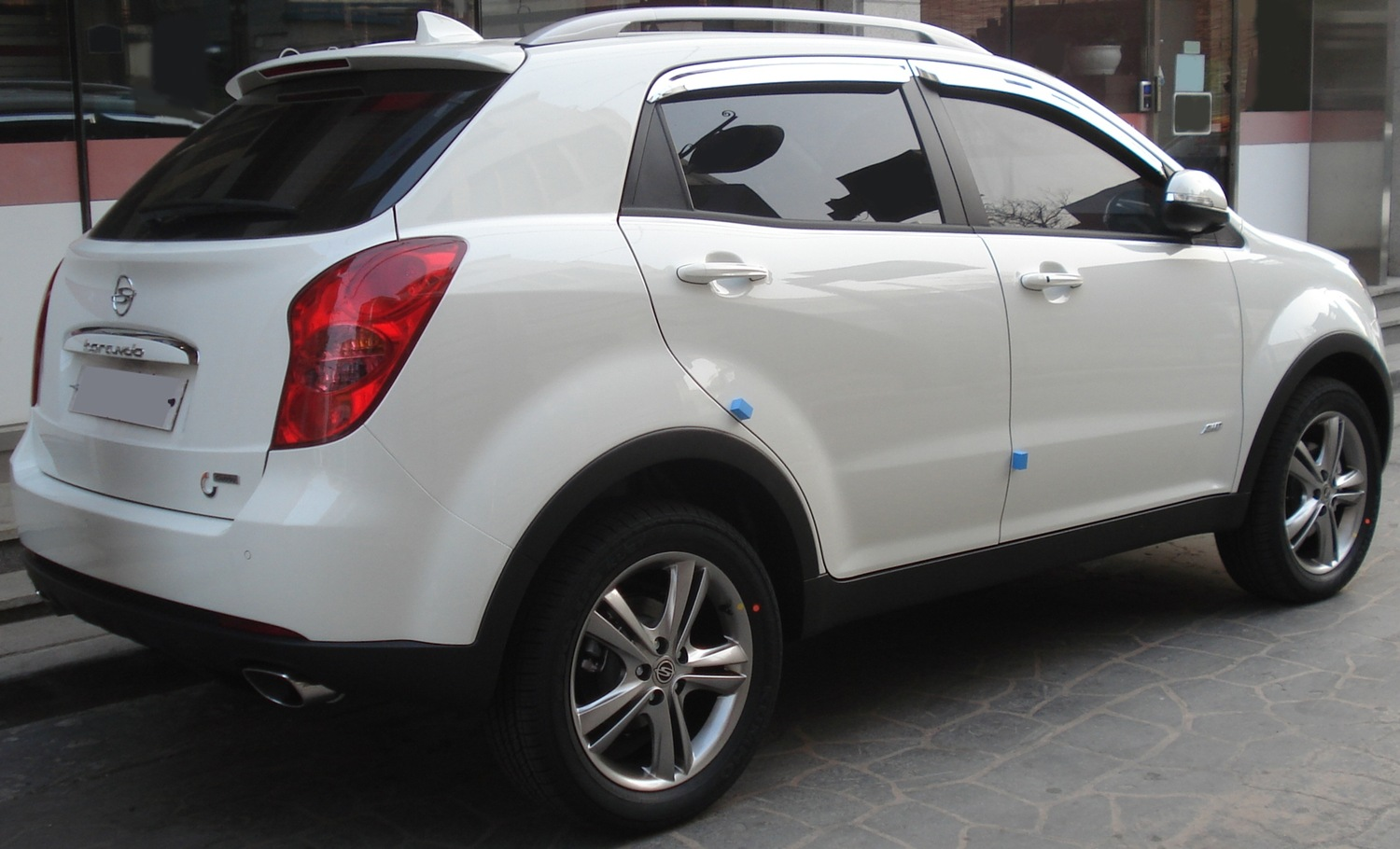
前期　リヤ
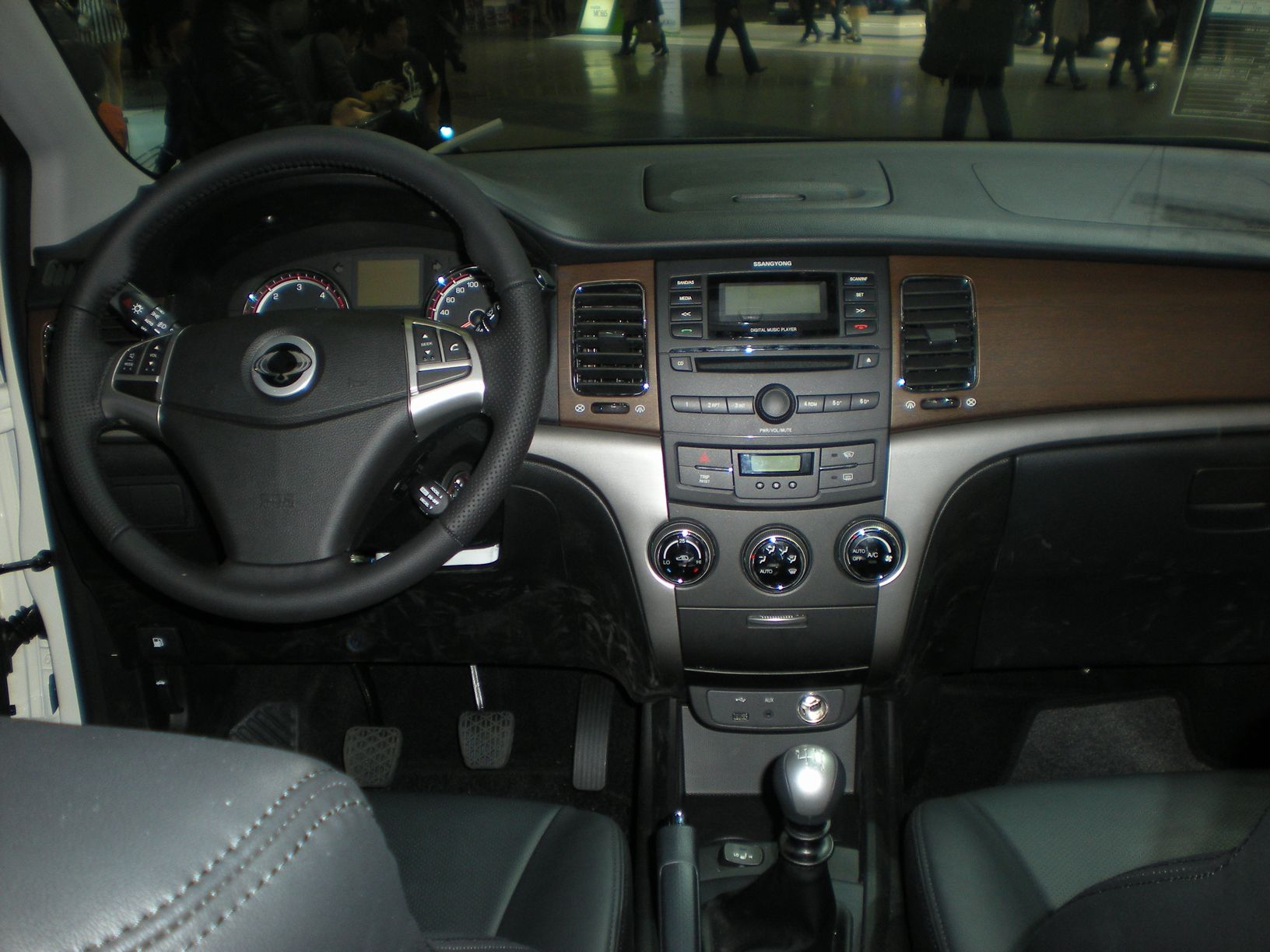
前期　コクピット
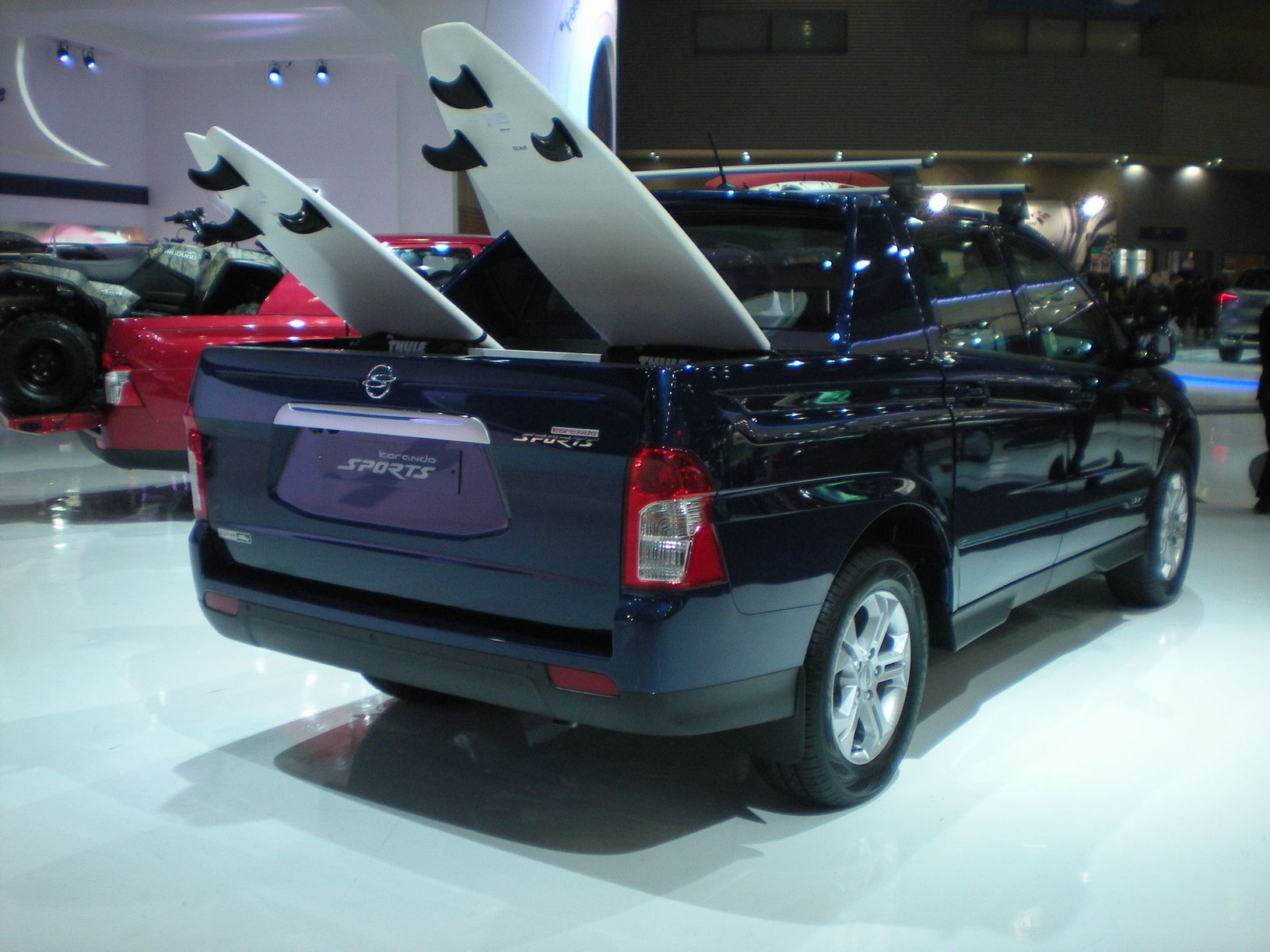
コランドスポーツ　リヤ
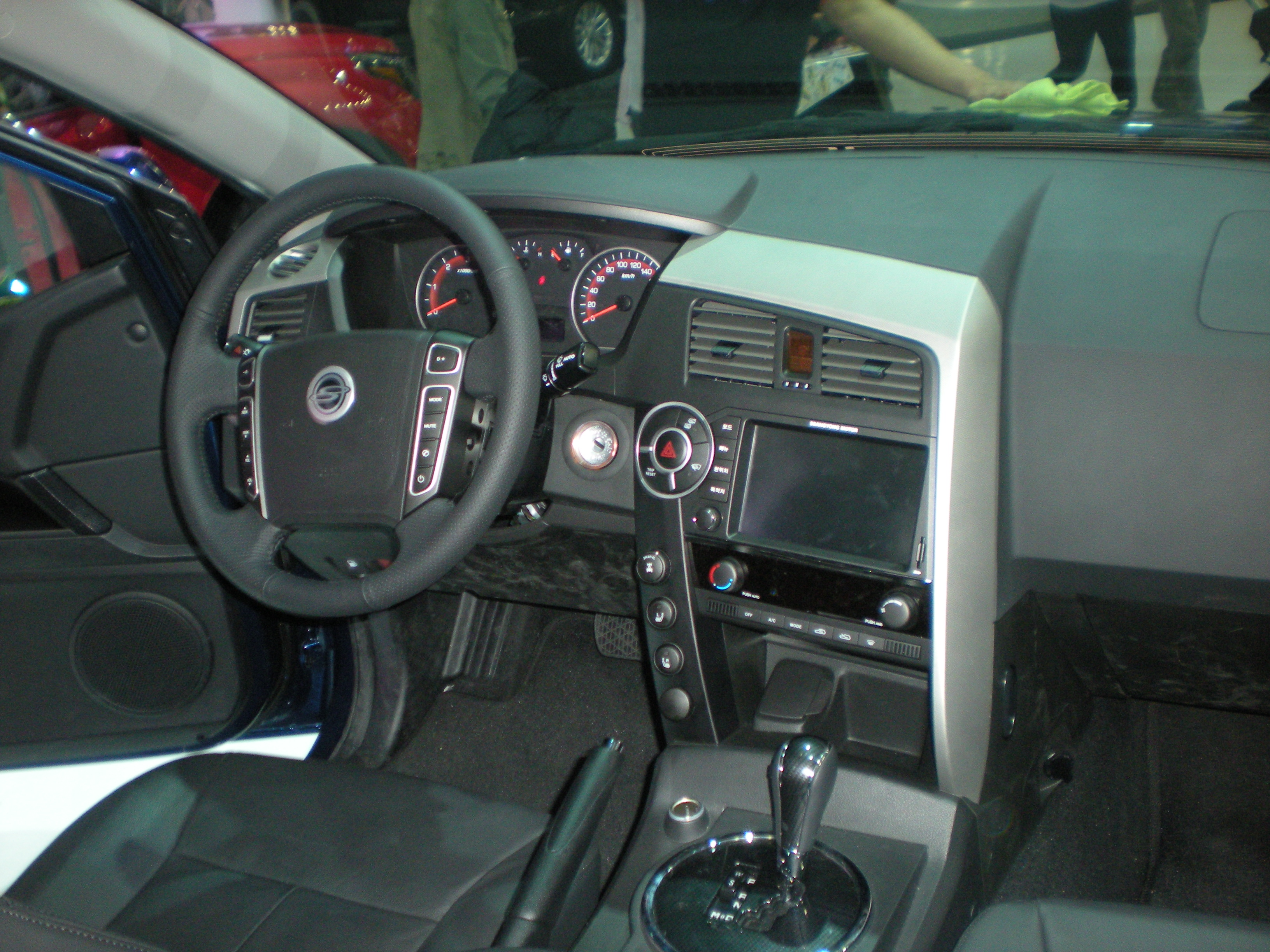
コランドスポーツ　コクピット

## 4代目（C300型、2019年 -　）

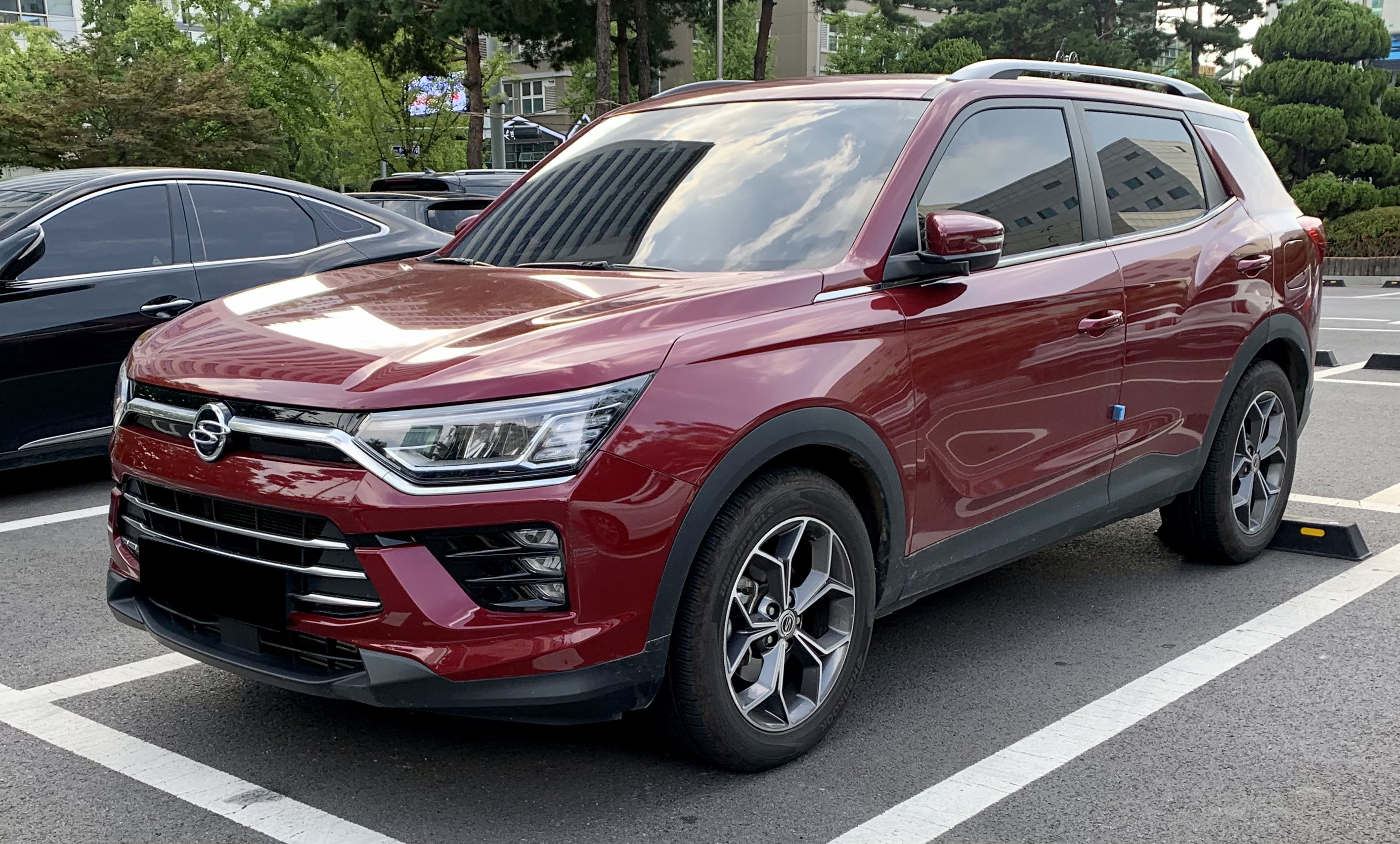

2019年2月、ジュネーブモーターショーでワールドプレミア。同月26日、「viewtiful KORANDO」として韓国にて発表・販売を開始。フルモデルチェンジを機に、韓国国内における車名は他国同様の「コランド」に戻った。
エンジンは「e-X GDi」と呼ばれる新開発の1.5L直噴ガソリンターボを採用。
エクステリアはチボリの流れを汲んだ直線基調のエッジの効いたものとなり、ロー&ワイド感が強調されている。
2022年には、ブランド初となるEV「コランド　E-モーション」が追加された。

## 車名の由来
『Korean Can do』から取った造語であり、『韓国人は何でも出来る』と表現している。